# Staatscommissie-Ruijs de Beerenbrouck (1918-1920)
De Staatscommissie-Ruijs de Beerenbrouck is een Nederlandse staatscommissie die op 29 december 1918 werd ingesteld door het kabinet-Ruijs de Beerenbrouck I. De commissie hield zich bezig met mogelijke verandering van de Grondwet ten aanzien van de troonopvolging, de Staten-Generaal (met name de wijze van verkiezing van de Eerste Kamer), het volksinitiatief, het referendum en de instelling van nieuwe publiekrechtelijke lichamen. De commissie bracht op 27 oktober 1920 verslag uit. Voorzitter was Minister-President Charles Ruijs de Beerenbrouck zelf en secretaris was de Secretaris-Generaal van Binnenlandse Zaken Jan Kan.
Enkele voorstellen leidden in 1922 tot aanpassing van de Grondwet. Een meerderheid van de commissie wees het volksinitiatief en referendum af. Een wetsvoorstel over opheffing van het processieverbod, waartoe de commissie had geadviseerd, werd in 1921 ingetrokken, omdat het niet kon rekenen op voldoende steun in het parlement.
Het wetsvoorstel over verkiezing van de Eerste Kamer om de vier jaar, en het openen van de mogelijkheid om over te gaan tot gelijktijdige ontbinding van Eerste Kamer en Provinciale staten werd door de Eerste Kamer in april 1922 verworpen. De regering kwam daarna met een minder vergaand voorstel over verkiezing van de Eerste Kamer voor zes jaar, waarbij de helft om de drie jaar werd vernieuwd.

## Behandelde onderwerpen
- de troonopvolging
- de buitenlandse betrekkingen
- verkiezing en zittingsduur Eerste Kamer
- ontbinding Eerste Kamer en Provinciale Staten
- vastlegging vrouwenkiesrecht
- volksinitiatief en referendum
- gemeentebesturen
- mogelijkheid tot instelling van andere publiekrechtelijke lichamen
- procedure herziening van de Grondwet
- overige onderwerpen (inkomen Kroon, schadeloosstelling Tweede Kamerleden, openbare godsdienstmanifestaties)

## Leden
| naam                             | functie(s)                           | politieke kleur      | opmerkingen                                           |
| -------------------------------- | ------------------------------------ | -------------------- | ----------------------------------------------------- |
| Charles Ruijs de Beerenbrouck    | Minister-President                   | Rooms-Katholieken    | voorzitter                                            |
| Anne Anema                       | Eerste Kamerlid en hoogleraar        | ARP                  |                                                       |
| Dirk de Geer                     | Tweede Kamerlid                      | CHU                  |                                                       |
| Jacobus Kappeyne van de Coppello | Eerste Kamerlid                      | liberaal             | overleed op 6 februari 1920. Werd opgevolgd door Rink |
| Joseph Limburg                   | lid Gedeputeerde Staten Zuid-Holland | vrijzinnig-democraat |                                                       |
| Pieter Rink                      | Tweede Kamerlid                      | liberaal             | vanaf 1920, volgde Kappeyne van de Coppello op        |
| Jan Schaper                      | Tweede Kamerlid                      | SDAP                 |                                                       |
| Teun Struycken                   | lid Raad van State                   | Rooms-Katholieken    |                                                       |